# Зорич, Антон Владимирович
Антон Владимирович Зорич (род. 3 сентября 1962, Москва) — советский и российский математик, профессор Института математики де Жюссе  (Institut de mathématiques de Jussieu) в Париже. 

## Биография
Сын профессора МГУ В. А. Зорича.
Окончил среднюю школу № 57 в Москве (1979).
Окончил механико-математический факультет МГУ (1984). Ученик С. П. Новикова.
Кандидат наук (1987).
Приглашённый докладчик Международного Конгресса Математиков в Мадриде (2006).

## Научные интересы
Геометрия, топология и математическая физика.